# Flik 13
A Flik 13 (magyarul: 13. repülőszázad) az osztrák-magyar légierő egyik repülőszázada volt.

## Története
Az egységet még 1914 decembere előtt szervezték meg, parancsnoka Jan Kaszanovics százados lett. Az egység először a szerb-fronton tevékenykedett majd később az orosz-frontra helyezték át. Parancsnoka Kaszanovics százados után Kurt Wilhelm von Helmfeld főhadnagy, majd Gergye József százados lett. A háború (amely a repülőgép állomány szinte teljes elveszítésével járt) után, a békeszerződések következtében a légierő mint fegyvernem megszűnt a Monarchia területén, ennek következtében az összes repülőszázadot feloszlatták. 

### Ászpilóták
A században két ászpilóta szolgált: 
| Név           | Században szerzett légi győzelem |
| ------------- | -------------------------------- |
| Novák Ágoston | 3                                |
| Roman Schmidt | 2                                |

### Repülőgépek
A század pilótái a következő típusokat repülték:

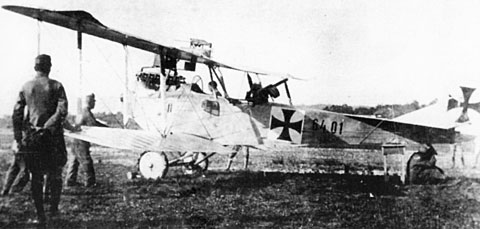
Hansa-Brandenburg C.I

## Lásd még
- Első világháború
- Császári és Királyi Légierő